# 敦拉萨镇
敦拉萨镇，是馬來西亞首都吉隆坡轄下的一個行政區暨國會選區，位於吉隆坡的東南方，面積約25平方公里。以馬來西亞第二任首相敦拉萨命名，是個以馬來人佔多數的地區。

## 歷史
敦拉薩鎮前稱甘榜剛果（Kampung Konggo），此名的來源係因當地為馬來西亞武裝部隊退役軍人的主要安置地，這些退役軍人曾在1960年代參與聯合國維和行動，以解決當時爆發的剛果危機。1974年2月1日，吉隆坡自雪蘭莪州析出，成為首個由馬來西亞聯邦政府管轄的聯邦直轄區，甘榜剛果也在直轄區範圍內。
1977年，吉隆坡市政局宣佈將在第三大馬計劃下，在甘榜剛果建立一個衛星市，面積約一千依格，預計居民達三萬人。1982年2月1日，時任首相马哈迪·莫哈末正式宣佈將甘榜剛果新衛星市更名爲敦拉薩鎮（Bandar Tun Razak），以紀念已故第二任首相敦阿都拉萨之貢獻。
敦拉薩鎮原本屬於蕉賴國會選區，因人口增長，在1994獨立劃分為敦拉薩鎮國會選區。

## 主要地標

### 吉隆坡足球場
吉隆坡足球場（Stadium Bola Sepak Kuala Lumpur）鄰近國民大學醫院及皇后鎮湖濱公園，是吉隆坡主要足球場之一，也是馬來西亞國民大學足球會（UKM F.C.）的主場館，該體育館為多用途體育館，可容納1萬8千名觀眾，主要用作舉辦各類足球比賽。

### 皇后鎮湖濱公園
皇后鎮湖濱公園（Taman Tasik Permaisuri）為吉隆坡七大公園之一，佔地49.4公頃，或122依格，相當於50個足球場，現由吉隆坡市政局所管理。公園周圍圍繞著80年代建成的體育中心、游泳館、足球管等各項體育場所，在齋戒月期間，更是當地齋戒市集所在地。每年元宵節，這裡也是吉隆坡熱門拋柑尋覓良緣之主要場所之一。
皇后鎮湖濱公園原本為錫礦場，其中心的湖泊曾經是礦湖。1979年起吉隆坡市政府已打算在甘榜剛果建設新公園，計劃佔地120依格，成為市內最大公園。1984年吉隆坡市政局開始將其改建為湖濱公園，並於1989年4月2日正式啟用，原名敦拉薩公園，時任元首后端姑拜潤為公園開幕後改為現名。

## 醫療
敦拉薩鎮內有兩間大型醫院，分別為馬來西亞國民大學醫院（Hospital Universiti Kebangsaan Malaysia，HUKM）及蕉賴康復醫院（Hospital Rehabilitasi Cheras，HRC）。佔地50.1公頃的蕉賴康復醫院前身為登普勒女士醫院（Lady Templer Hospital），主要收治肺結核患者，在2013年轉型為康復醫院，主要提供傷殘人士醫療及復建服務，其規模為東南亞最大。

## 交通

### 鐵路
1 芙蓉线、4 大城堡线及7 吉隆坡机场支线行經敦拉薩鎮內多個住宅區，以服務當地民眾。
| 車站編號      | 車站名称 | 原文名               | 车站服务                           |
| ------------- | -------- | -------------------- | ---------------------------------- |
| SP14          | 敦拉薩站 | Bandar Tun Razak     | 4 大城堡线                         |
| SP16 SSP29    | 新街場站 | Sungai Besi          | 4 大城堡线12 布城线                |
| KB04 SP15 KT2 | 南湖鎮站 | Bandar Tasik Selatan | 1 芙蓉线4 大城堡线7 吉隆坡机场支线 |

### 公路
蕉賴路（Jalan Cheras）、吉隆坡第二中環公路（MRR2）、新街場大道（BESRAYA）及隆芙大道（KLS）行經敦拉薩一帶，為當地主要聯外道路。